# Corticeus linearis
Corticeus linearis är en skalbaggsart som först beskrevs av Fabricius 1790.  Corticeus linearis ingår i släktet Corticeus, och familjen svartbaggar. Arten är reproducerande i Sverige.